# Martinus-Kirche (Berlin-Tegel)

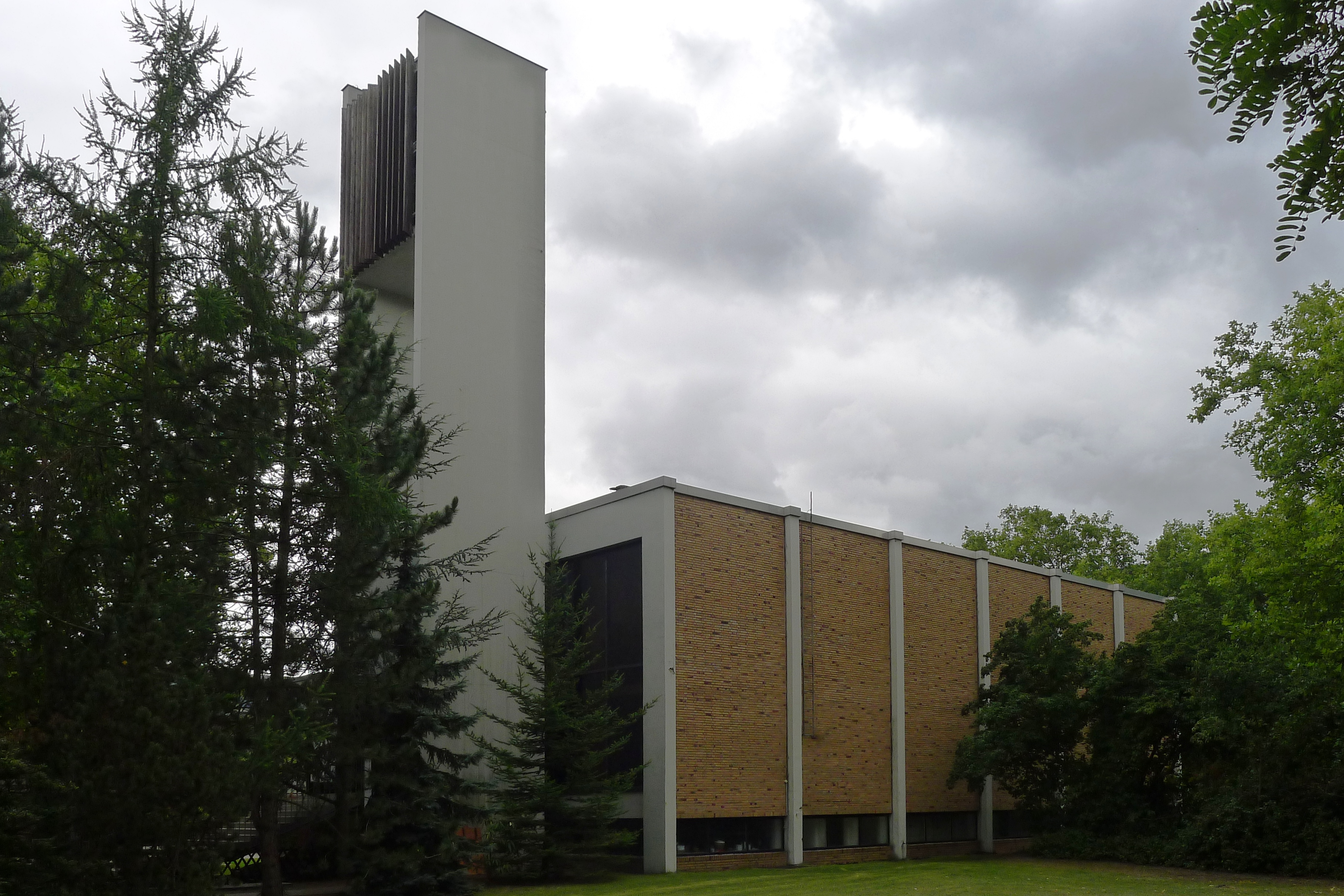
Martinus-Kirche

Die evangelische Martinus-Kirche steht in der Sterkrader Straße 47 im Berliner Ortsteil Tegel des Bezirks Reinickendorf. Die quaderförmige Saalkirche mit vorgesetztem Glockenturm wurde von Eduard Ludwig entworfen. Sie galt bereits zur damaligen Zeit als baukünstlerisch wertvoll und steht heute unter Denkmalschutz.

## Geschichte
Durch neu hinzugezogenen Bewohner stieg im Bereich der Kirchengemeinde Tegel die Zahl der Gemeindemitglieder stark an. Die Dorfkirche in Tegel war nicht mehr ausreichend, sodass die Gemeinde geteilt werden musste. Am 1. April 1957 wurde die Kirchengemeinde Tegel-Süd ausgegliedert und selbständig. Ihre Kirche, die später den Namen Philippus-Kirche bekam, erhielt sie am Ascheberger Weg. Da eine weitere Zunahme durch die Bauvorhaben der GEWOBAG auf dem Gelände des ehemaligen Gaswerks der GASAG im Gemeindegebiet zu erwarten war, wurde bereits vor der Fertigstellung der Kirche im Ascheberger Weg eine zweite Kirche im nördlichen Teil der Gemeinde geplant, für die von der Berliner Landessynode ein Architektenwettbewerb ausgeschrieben wurde. Von den drei eingereichten Entwürfen entschied sich der Gemeindekirchenrat für den von Eduard Ludwig. Dieser verunglückte noch vor der Grundsteinlegung am 10. November 1961. Das Projekt wurde nach seinen Entwürfen unter Leitung von Karl Otto in abgewandelter Konzeption zu Ende geführt. Die Bauausführung hatte die Firma Philipp Holzmann. Am 3. März 1963 fand die Einweihung der Kirche durch Otto Dibelius statt. Die Orgel wurde erst im Juli 1964 fertig. Die Kirche erhielt am 31. Oktober 1967, der Reformationstag jährte sich zum 450. Mal, den Namen Martinus-Kirche.

## Architektur
Der Bau besteht aus einem großen Quader, ein Stahlbetonskelettbau, dessen Seitenwände durch die vortretenden Pfeiler des Tragwerks gegliedert sind. Dazwischen sind glatte, weitgehend geschlossene Wandflächen. Nur für die Gemeinderäume im Souterrain besteht ein Lichtband. Die Eingangs- und Altarseite sind voll verglast. Charakteristisch für diesen Bau ist das Untergeschoss unter dem Kirchsaal, in dem sich der Gemeindesaal, die Küsterei und andere Gemeinderäume befinden. Der höher gelegene Kirchsaal erforderte eine Freitreppe zum Portal, das durch ein Vordach betont wird. Es wird von zwei hohen Wandscheiben flankiert, die den Glockenstuhl tragen.
Die Glaswand hinter dem Altar nimmt die gesamte Rückwand der Kirche ein. Sie war ursprünglich transparent, die Architekten wollten, dass Kirche und Umgebung in direkte Beziehung zueinander treten. Bischof Dibelius hielt die durchsichtige Verglasung der Wände der Kirche für eine schwärmerische Auffassung der Architekten, die den Ablauf des Gottesdienstes stören würde. Damit war das Ende der Glaskirchen-Ära in Berlin besiegelt. Die Altarwand wurde deshalb nach einem Entwurf von Götz Loepelmann durch eine Glasmalerei ersetzt, die tagsüber in unterschiedlichen Blautönen intensiv leuchtet. Vier durchscheinende Figuren sind dann in ihr zu sehen, Jesus, Petrus, Jakobus und Johannes. Dargestellt wird die Geschichte von der Verklärung des Herrn aus dem Matthäus-Evangelium. Abends wirkt die Glasfläche schwarz.
In den 1960er Jahren war die Zeit, in der der Stahlbeton uneingeschränkt begeisterte. Mit keinem anderen Material konnte ein so großer Raum umspannt werden. Leider hat der Baustoff nicht gehalten, was von ihm versprochen wurde. Die Qualität des Betons war zu schlecht, die Abdeckung über der Bewehrung war zu dünn. Durch Wasser, das in die Risse eindringt, rostet der Stahl und sprengt den Beton auf. Die Sanierung der Martinus-Kirche ist dringend erforderlich.
Der Altar musste bereits erneuert werden, weil die Marmorplatte gebrochen war. Die Kleuker-Orgel hat unter den Temperaturschwankungen in der Kirche so stark gelitten, dass eine Restaurierung nicht lohnt.

## Glocken
In der Glockenstube hängt ein Geläut aus vier Bronzeglocken, das 1963 von der Glocken- und Kunstgießerei Rincker hergestellt wurde.
| Schlagton | Gewicht (kg) | Durchmesser (cm) | Höhe (cm) | Inschrift |
| --------- | ------------ | ---------------- | --------- | --- |
| dis'      | 1295         | 129              | 108       | LAND, LAND, LAND, HÖRE DES HERRN WORT. JER. 22,29. |
| fis'      | 0828         | 114              | 098       | ICH BIN DER ERSTE UND ICH BIN DER LETZTE / UND AUSSER MIR IST KEIN GOTT. JES. 44,6                                                                      |
| gis'      | 0560         | 100              | 079       | DAS WORT SO AUS MEINEM MUNDE GEHT SOLL NICHT WIEDER ZU MIR LEERKOMMEN, / SONDERN TUN WAS MIR GEFÄLLT UND SOLL IHM GELINGEN / DAZU ICH SENDE. JES. 55,11 |
| h'        | 0371         | 085              | 074       | FÜRCHTE DICH NICHT, DENN ICH HABE DICH ERLÖST, / ICH HABE DICH BEI DEINEM NAMEN GERUFEN / DU BIST MEIN. JES. 43,1                                       |